# Renardismo

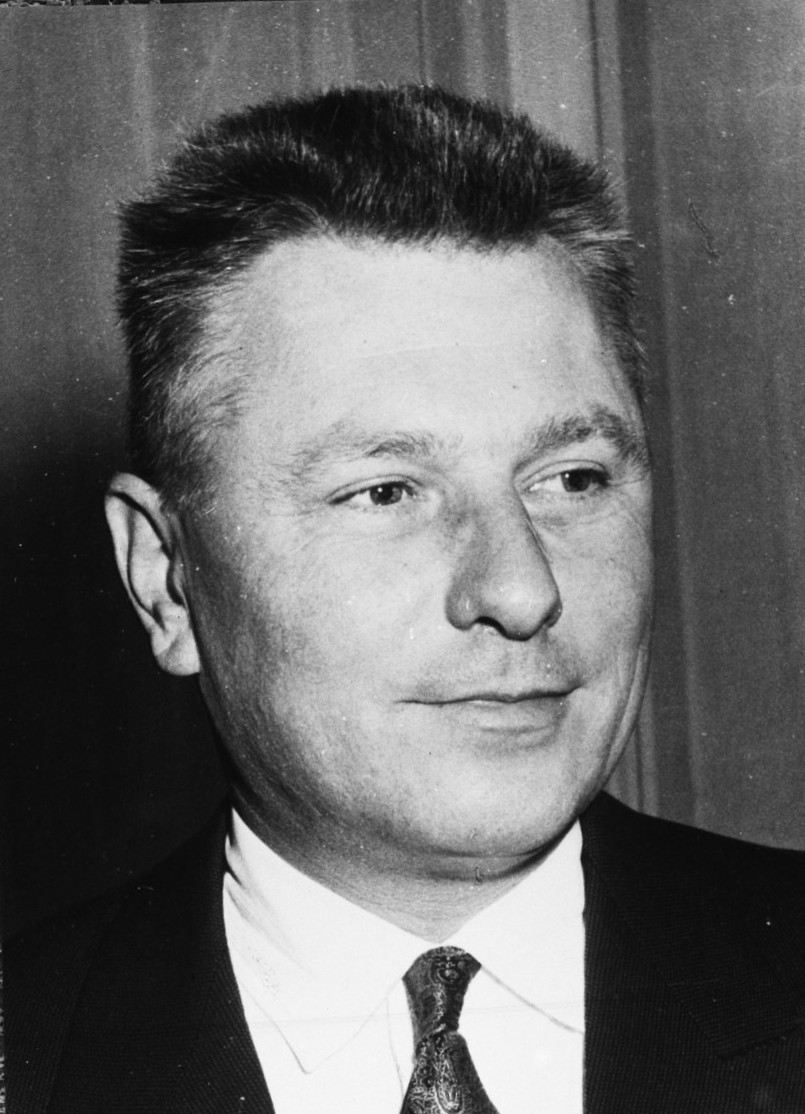
André Renard la cui ideologia ha costituito la base del "Renardismo"

Il renardismo (in francese: Renardisme) è stata un'ideologia politica belga basata sul pensiero di  André Renard che combinava elementi del sindacalismo con il nazionalismo vallone.

## André Renard e il renardismo
Renard era stato un sindacalista attivo prima della seconda guerra mondiale. Dopo il 1945, è stato coinvolto con il sindacato socialista belga, la Federazione Generale del Lavoro Belga (FGTB) ma rifiutò di adattare la sua retorica populista per inserirsi nel Partito Socialista Belga (PSB). Si oppose fermamente al ritorno di Leopoldo III durante la Questione reale (1945-50) e sostenne lo sciopero generale belga del 1960-1961. Quando lo sciopero crollò, partecipò alla formazione del partito Mouvement populaire wallon (MPW). Morì nel 1962. Molte delle posizioni del MPW furono adottate dal PSB al Congresso di Verviers nel 1967.
Le idee politiche di Renard hanno attratto seguaci all'interno della FGTB e del Movimento vallone e sopravvissero alla sua stessa morte. Un noto divulgatore, ispirato al trotskismo e all'anarco-sindacalismo, Renard mirava a utilizzare l'azione industriale per realizzare una riforma strutturale che potesse garantire una maggiore autonomia alla Vallonia e migliorasse la situazione della classe operaia. Ha fortemente sostenuto il federalismo.